# Joan Woodland
Joan Woodland (* 8. Mai 1921; † 13. November 2013) war eine australische Sprinterin.
Bei den British Empire Games 1938 in Sydney wurde sie Fünfte über 100 Yards und gewann Gold mit der australischen Mannschaft in der 660-Yards-Staffel.
Ihre persönliche Bestzeit über 100 Yards von 11,3 s (entspricht 12,4 s über 100 m) stellte sie am 24. Februar 1940 in Perth auf.